# Bad Ems
Bad Ems, chiamata solo Ems fino al 1913, è una città di 9179 abitanti della Renania-Palatinato, in Germania. È il capoluogo del circondario (Landkreis) Rhein-Lahn-Kreis (targa EMS) e della comunità amministrativa (Verbandsgemeinde) omonima. Nel 2021 è stata dichiarata patrimonio dell'umanità dall'UNESCO nelle Grandi città termali d'Europa.